# Баженов, Валентин Георгиевич
Валенти́н Гео́ргиевич Баже́нов (род. 13 октября 1938) — советский и российский учёный-механик, доктор физико-математических наук. Заслуженный деятель науки РФ (1997).

## Биография
Окончил Горьковский инженерно-строительный институт. Ученик А. Г. Угодчикова.
В 1987 г. организовал и возглавил кафедру численного моделирования физико-механических процессов механико-математического факультета ННГУ; в 1988 г. — новый отдел в НИИ Механики ННГУ. С 1991 по 2010 год — директор НИИ механики при Нижегородском государственном университете.
Кандидат технических наук, доктор физико-математических наук (1985). Профессор (1986).